# Gravimeteor
Gravimeteor byl patentovaný mechanický přístroj se záznamovým zařízením modelujícím vzájemné pohyby Země, Slunce a Měsíce, jejich vliv na magnetické pole Země a stav atmosféry. Svému vynálezci, technikovi a amatérskému meteorologovi Františku Šrollovi (1920–1977), sloužil v šedesátých a sedmdesátých letech dvacátého století ve Smržovce k předpovídání vývoje počasí. 

## Využití
Autor gravimeteoru své prognózy počasí vydával formou kartiček, kalendářů, pohlednic prodávaných v místní trafice, vyvěšoval je ve smržovském meteorologickém sloupu zvaném „počasíčko“. V roce 1968 po nějakou dobu tyto předpovědi vycházely v deníku Svobodné slovo zásluhou libereckého redaktora Ladislava Tůmy. Přestože o jeho místní předpovědi počasí byl zejména u obyvatel Smržovky velký zájem, tak jeho prognózy pro různé části světa na několik let dopředu nemohou být chápány jako věrohodné. 

## Princip
Princip Šrollova vlastnoručně vytvořeného gravimeteoru byl založen na autorově teorii působení gravitačních sil Slunce a Měsíce na Zemi, jejich vlivu na změny v magnetické poli Země a na vývoj počasí. Jeho teoretické představy a závěry nebyly odbornou veřejností přijímány jednoznačně kladně. Vysvětlení jeho teorie a popis mechanického modelu gravimeteoru přináší záznam v kronice města Smržovky, jak ho cituje místní časopis:
„Podstatu měřícího přístroje tvoří dva kotouče, představující dráhy oběhu Měsíce a Slunce. Navzájem je spojuje jednoduchý mechanismus. Podle hvězdářských údajů si František Šroll zjistí vzájemné postavení Měsíce, Slunce a Země v určitou dobu. Nastaví kotouče do příslušné polohy, otočí klikou, a na odvíjeném pásu papíru vzniká složitý graf. Říká, jaký vliv budou mít Slunce a Měsíc v tomto období na magnetické pole Země, na elektricky vodivé vrstvy v zemské kůře i v ovzduší, jaké tepelné a pohybové změny vyvolají v masách vzduchu a jak se tyto změny projeví ve tvorbě počasí. Za tři hodiny dostane obraz příštích šesti měsíců. Graf vyhodnotí a získá přehled o budoucím pohybu meteorologických front. Udělal již tisíce pokusů. Získané grafy porovnává s povětrnostní mapou každého dne z celého desetiletí. Dělá si vlastní mapy, popsal stohy milimetrového papíru, narýsoval na nich kilometry čar. Po devatenácti letech konstrukčních úprav svého přístroje a srovnávacího učení přihlásil svůj přístroj k patentování a myšlenku jako objev.“
Na „Zařízení pro modelování vzájemného působení Měsíce a Slunce, zejména ve vztahu k magnetické ose Země“ byl v roce 1966 udělen patent č. 120369. Z patentové dokumentace  je vidět, že vynálezcova představa o dalším využití mechanického modelu gravimeteoru:
„Grafický záznam provedený modelováním vzájemného působení Měsíce a Slunce, za jména ve vztahu k magnetické ose Země, představuje slapové - účinky těles Slunce a Měsíce v magnetickém poli Země a tím vyjadřuje určité pochody jevů v atmosféře a v oblasti zemské kůry. Hodnota grafu je vyjádřena hladinou křivky „C“ a „F“. Křivka „C“ udává spíše cyklonální ráz počasí a křivka „F“ pohyb frontálních systémů. Tyto pohybové změny působí i v zemské kůře a jejich projev se uplatňuje v horotvorných pochodech a změnách. Toto zařízení umožňuje odhalovat zákonitosti o tvorbě pevnin a moří a zároveň studovat a vyvozovat závěry o tektonické a vulkanické činností Země. Dále umožňuje provádět výpočty minulého a budoucího vývoje povrchu Země. Se všemi těmito procesy souvisí i biologické změny na zeměkouli, které lze v této souvislosti studovat.“
Hypotéza o souběhu předpovídání meteorologických a tektonických jevů a počasí je dnes považována za neplatnou, spíš je připouštěna možnost vlivu srážek na vznik specifického typy seismické aktivity, sesuvů půdy.